# Sceloporus squamosus
La lagartija-escamosa de Bocourt (Sceloporus squamosus) es una especie de lagarto que pertenece a la familia Phrynosomatidae. Es nativa de Chiapas (México), Guatemala, El Salvador, Honduras, y oeste de Costa Rica.